# Seznam francoskih fotografov
Seznam francoskih fotografov.

## A
- Antoine d'Agata
- Marc Allégret
- Hippolyte Arnoux
- Yann Arthus-Bertrand
- Eugène Atget (Jean-Eugène Auguste Adget)

## B
- Edouard Baldus
- François-Marie Banier
- Bruno Barbey
- Jean Baudrillard
- Evgen Bavčar (slovensko-francoski)
- Hippolyte Bayard
- Auguste-Rosalie Bisson
- Louis-Auguste Bisson
- Jacques-André Boiffard
- Christian Boltanski
- Félix Bonfils
- Edouard Boubat
- Jacques Bourboulon
- Guy Bourdin
- Brassaï (Gyula Halász)
- Jean-Marc Bustamante

## C
- Jean-Daniel Cadinot
- Claude Cahun
- Sophie Calle
- Henri Cartier-Bresson
- Désiré Charnay
- Patrick Chauvel
- Antoine Claudet
- Antoine François Jean Claudet

## D
- Louis Daguerre
- Marie-Laure de Decker (1947-2023)
- Patrick Demarchelier
- Raymond Depardon
- Jean Dieuzaide
- André-Adolphe-Eugène Disdéri
- Robert Doisneau
- Suzanne Doppelt
- Louis Ducos du Hauron

## E
- Elliott Erwitt

## F
- Bruno Fabien
- Bernard Faucon
- Fernand Fonssagrives
- Gisèle Freund

## G
- Marc Garanger
- Jean Gaumy
- Emile Gsell
- Maurice Guibert
- Jean Guichard
- Louis Guichard (Pilonov tast)

## H
- Lucien Hervé (1910-2007)
- Frank Horvat (hrvaško-franc.)
- George Hoyningen-Huene

## I
- Irina Ionesco

## K
- Josef Koudelka (češko-francoski)

## L
- Jacques Henri Lartigue
- Manuel Litran

## M
- Dora Maar (Henriette Theodora Markovitch)
- Marcol
- Étienne-Jules Marey
- Chris Marker
- Marie-Josèph Mas
- Pierre Molinier
- Jean-Baptiste Mondino

## N
- Félix Nadar (Gaspard Félix Tournachon)
- Paul Nadar
- Charles Negre
- Nicéphore Niépce

## P
- Emmanuel Peillet
- Gilles Peress
- Nicolas Peyrac
- Veno Pilon (slovensko-francoski)

## R
- Man Ray (ameriško-francoski)
- Bettina Rheims
- Marc Riboud (1923-2016)
- Willy Ronis (1910-2009)
- Georges Rousse

## S
- Alain Satié
- Stéphane Sednaoui
- Jeanloup Sieff
- Klavdij Sluban (slov.-francoski)
- Jean-Pierre Sudre

## T
- Adrien Tournachon
- Pierre Toutain-Dorbec